# Viehweg (Stadtteil)

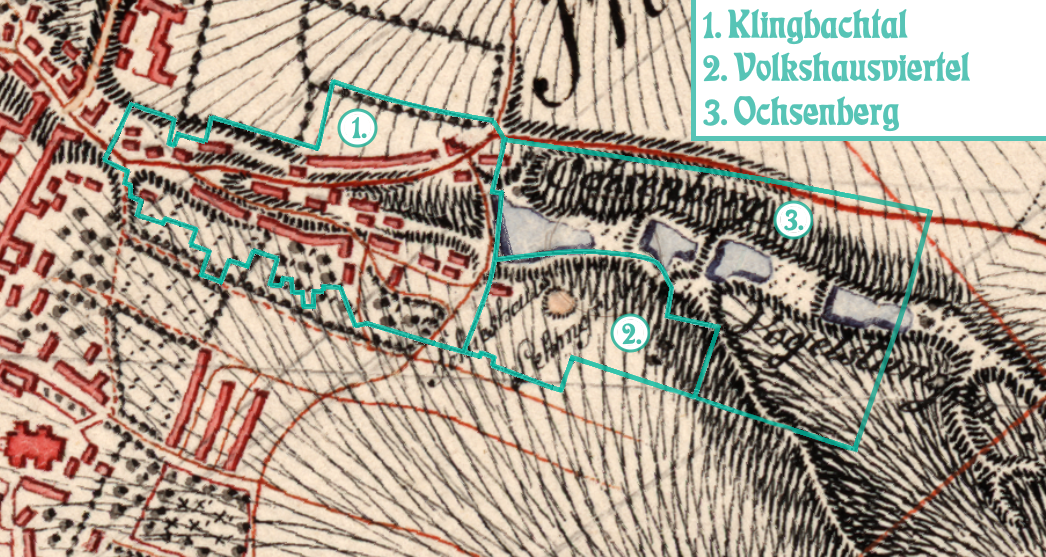
Historische Karte des Viehwegs (um 1800) mit den Grenzen seiner heutigen Quartiere [Klingbachtal, Volkshausviertel, Ochsenberg

Der Viehweg (ugs. Vieb'sch) ist ein Viertel im historischen Stadtkern von Frankenberg in Sachsen. Es geht auf eine frühbarocke Stadterweiterung zurück.

## Lage
Das Viehwegviertel liegt östlich der Altstadt von Frankenberg. Der Stadtteil erstreckt sich entlang des Klingbachtals und reicht bis zur heutigen Jahnkampfbahn. Eingebettet ist er in die beiden gründerzeitlichen Quartiere der Bahnhofsvorstadt im Süden sowie der Margarethenvorstadt im Norden. Durch das Viertel fließt der Klingbach, ein kleiner Bach, der zur Zeit vollständig verrohrt ist.

## Historische Entwicklung
Das Viehwegviertel ist einer der ältesten Stadterweiterungen von Frankenberg. Seine baulichen Anfänge sind auf das Jahr 1609 zu datieren. Der bis heute zum Teil dörflich anmutende Stadtteil wurde im Klingbachtal errichtet. Im Gegensatz zu den umliegenden gründerzeitlichen Quartieren hat der Viehweg seine dörfliche Grundstruktur bis heute erhalten. Ausgehend von der Altstadt erstreckt er sich bergaufwärts und fächert sich dabei in die Feld- und Gartenstraße auf. Deren Bebauung ist vor allem durch Gebäude des frühen 19. Jahrhunderts geprägt, jedoch gibt es auch noch vereinzelte Gebäude aus der Barockzeit, später kamen auch repräsentative Gründerzeitgebäude hinzu.
Zentraler Punkt des Quartiers ist der ehemalige Viehmarkt, ein kleiner Platz in der Mitte des Stadtteils. Bis zu Beginn des 19. Jahrhunderts bildete er sogleich den baulichen Abschluss des Viertels. Im Zuge des vorindustriellen Wachstums wurde der Stadtteil Anfang des 19. Jahrhunderts um das „Volkshausviertel“ erweitert. Anfang des 20. Jahrhunderts kam die Bebauung des Ochsenbergs mit villenartigen Gebäuden im Reformstil zu.
Zwischen Volkshausviertel und Ochsenberg befindet sich heute der Volkspark. Bis ins 19. Jahrhundert befanden sich hier die sogenannten Vogelstangenteiche, die auch über das heutige Viertel hinausreichten.

## Namensherkunft
Der Name „Viehweg“ leitet sich vermutlich von einem alten Viehtrieb ab, der über die heutige Feldstraße und auch über die Gartenstraße verlief. Diese Achse scheint historisch eine Verbindung zwischen den Weideflächen auf dem Ochsenberg und der Altstadt gewesen sein.
Schutzpatron des Viertels ist der Evangelist Lukas, dem in der  christlichen Ikonografie der Stier zugeordnet ist.